# Mount Carmel, Ohio
Mount Carmel är en ort i Clermont County i delstaten Ohio, USA.